# Émile Gontier
Pour les articles homonymes, voir Gontier.
Émile Eugène Gontier, né le 14 novembre 1877 à Argenteuil et mort en 1947, est un athlète français des années 1890 et 1900.

## Biographie
Il est sacré champion de France de lancer du poids aux Championnats de France d'athlétisme 1897, champion de France de saut à la perche en 1898, 1900 et 1901 et champion de France de lancer du disque en 1898 et 1900. 
Il participe aux Jeux olympiques d'été de 1900, terminant quatrième du concours de saut à la perche et douzième du concours de lancer du disque.